# ملیسا براون (تنیس‌باز)
ملیسا براون (انگلیسی: Melissa Brown؛ زاده ۱۱ آوریل ۱۹۶۸) یک تنیس‌باز اهل ایالات متحده آمریکا است.